# 요크 유니버시티역 (GO)
요크 유니버시티역(York University Station)은 캐나다 온타리오주 토론토에 있는 GO 트랜싯의 통근열차 노선인 배리선의 정차역이었다. 이 역은 요크 대학교에서 1.6km가량 떨어져있는 공업지구에 위치해있으며 열차가 운행했던 2002년부터 2020년까지 역과 캠퍼스를 오가는 셔틀버스가 운행하였다. 1호선 스파다이나 지하철 연장 이후 평일 출퇴근 시간대에만 운행하던 이 열차는 배리선 복선화 공사를 위해 2021년 7월 19일에 폐역하였다.

## 역사
요크 유니버시티역은 주 정부의 지원금 85만 달러로 2002년에 개장하였고, 역은 같은 해 9월 6일에 완공하였다.
배리 선 다운즈뷰파크역이 2017년 12월 30일에 개통하면서 요크 유니버시티역을 교체하려고 하였으나 요크 대학교 학생 및 임직원, 해당 지역구의 토론토 시의원이 반대하면서 이 역은 폐쇄를 면하게 되었다. 다만 요크 유니버시티역은 평일 러시 아워에 한 방향으로만 정차하기로 하였으며, 나머지 시간대에는 정차하지 않게 되었다.
2018년 요크 유니버시티역의 하루 평균 승객 수는 105명이였는데, 이는 25,700명이 이용하는 동명의 지하철역 및 파이어니어빌리지역과 비교했을 때 턱없이 적은 수치였다.
2020년 3월 18일부터 코로나19 대유행 및 요크 대학교 캠퍼스가 문을 닫으면서 열차가 정차하지 않게 되었다. 2020년 10월에는 이 역이 공식 폐역되진 않았지만 GO 트랜싯 시간표에서 배제되었다. 2021년 2월 12일, 요크 유니버시티역은 GO 트랜싯 지도에 더 이상 나타나지 않았다.
2021년 7월 19일, 메트로링스는 배리선의 복선화 공사 및 열차 상시 운행을 위해 이 역을 불가피하게 폐쇄함을 밝혔다.

## 역 구조
이 역은 하나의 승강장과 쉼터로 구성되어있다. 표를 구매하고자 하는 경우에는 역에 비치된 자동 판매기를 이용할 수 있다.

## 운행 계통
2018년 7월부터 2020년 3월까지, 평일 아침 러시 아워에 토론토 유니언역 방면 열차가 8대 정차하였으며 오후 러시 아워에는 앨런데일 워터프론트 방면 열차가 7대, 브래드퍼드 방면 열차가 1대 정차하였다. 주말에는 열차가 정차하지 않았다. 2020년 3월부터 코로나19로 열차가 서지 않게 되었고 2021년 7월 19일 메트로링스는 폐역을 공식 발표하였다.

## 버스 연결편
이 역에서 바로 이용할 수 있던 버스는 요크 대학교로 가는 셔틀버스로, 학생 및 임직원들만 이용할 수 있었다. 한편 토론토 교통국의 107번 요크유니버시티하이츠 버스는 페트롤리아 로드와 알니스가 사이에 정차하였다.